# Holopogon melaleucus
Holopogon melaleucus là một loài ruồi trong họ Asilidae. Holopogon melaleucus được Meigen miêu tả năm 1820. Loài này phân bố ở vùng Cổ Bắc giới.